# Região Geográfica Imediata de Catanduva
A Região Geográfica Imediata de Catanduva é uma das 53 regiões imediatas do estado brasileiro de São Paulo, uma das seis regiões imediatas que compõem a Região Geográfica Intermediária de São José do Rio Preto e uma das 509 regiões imediatas no Brasil, criadas pelo IBGE em 2017.
É composta por 16 municípios, tendo uma população estimada pelo IBGE para 1.º de julho de 2017, de 256 354 habitantes e uma área total de 3 059,252 km².

## Municípios
Fonte: IBGE – Cidades
| Município            | População Estimada (2017) | Área (km²) |
| -------------------- | ------------------------- | ---------- |
| Ariranha             | 9 451                     | 132.624    |
| Catanduva            | 120 691                   | 290.596    |
| Catiguá              | 7 700                     | 148.393    |
| Elisiário            | 3 537                     | 93.98      |
| Embaúba              | 2 476                     | 83.129     |
| Fernando Prestes     | 5 782                     | 169.99     |
| Itajobi              | 15 246                    | 502.066    |
| Marapoama            | 2 949                     | 111.267    |
| Novais               | 5 527                     | 117.772    |
| Palmares Paulista    | 12 730                    | 82.125     |
| Paraíso              | 6 369                     | 155.186    |
| Pindorama            | 16 656                    | 184.825    |
| Pirangi              | 11 323                    | 215.809    |
| Santa Adélia         | 15 331                    | 330.269    |
| Tabapuã              | 12 251                    | 345.792    |
| Vista Alegre do Alto | 8 335                     | 95.429     |
| Total                | 256 354                   | 132,624    |